# James Mackay
James Mackay (20 de julho de 1984) é um ator australiano mais conhecido por interpretar Steven Carrington na série de televisão Dynasty.

## Filmografia

### Teatro
| Ano  | Título                   | Papel       |
| ---- | ------------------------ | ----------- |
| 2009 | Julius Caesar            | Marc Antony |
| 2010 | Three Sisters            | Andrey      |
| 2012 | Les Liaisons Dangereuses | Danceny     |
| 2013 | The History Boys         | Irwin       |

### Filmes
| Ano  | Filme                                            | Companhia de produção, diretor          | Papel            | Notas          |
| ---- | ------------------------------------------------ | --------------------------------------- | ---------------- | -------------- |
| 2009 | Don't Be Afraid of the Dark                      | Miramax, dir. Troy Nixey                | The Librarian    |                |
| 2010 | Connection                                       | AFTRS, dir. Jen Leacey                  | Dan              | Curta-metragem |
| 2011 | Hairpin                                          | AFTRS, dir. Laura Scrivano              | Simon            | Curta-metragem |
| 2012 | Redd Inc, aka "Inhuman Resources"                | Green Light Productions, dir. Dan Krige | Rudy Khan        |                |
| 2012 | Being Venice                                     | Dragonet Films, dir. Miro Bilbrough     | Fireman          |                |
| 2013 | Singularity                                      | Corsan Films, dir. Roland Joffé         | Charles Stewart  |                |
| 2015 | The Dressmaker                                   | Jocelyn Moorhouse                       | William Beaumont |                |
| 2016 | Hacksaw Ridge                                    | Mel Gibson                              | Prosecutor       |                |
| 2017 | Pirates of the Caribbean: Dead Men Tell No Tales | Joachim Rønning e Espen Sandberg        | Maddox           |                |
| 2017 | Battle of the Sexes                              | Jonathan Dayton e Valerie Faris         | Barry Court      |                |

### Televisão
| Ano               | Título              | Papel             | Notas                                                                       |
| ----------------- | ------------------- | ----------------- | --------------------------------------------------------------------------- |
| 2010              | Rescue: Special Ops | Saxon Blake       | Episódio: "Out of the Ashes"                                                |
| 2012              | The Straits         | Joel Thomson      | (5) episódios                                                               |
| 2012              | Micro Nation        | Lindsay McFadden  | Episódio: "Meet Pullamawang"                                                |
| 2014              | The Tomorrow People | Julian Masters    | (2) episódios: "Enemy of My Enemy", "Rumble"                                |
| 2017              | The Leftovers       | Bernard           | Episódio: "G'Day Melbourne"                                                 |
| 2017              | Love Child          | Lance             | Episódio : Love Child (4ª temporada, episódio 3)                            |
| 2017 - 2019; 2022 | Dynasty             | Steven Carrington | Principal (temporada 1) Recorrente (temporada 2) Participação (temporada 5) |